# Kei Kamara
Kei Kamara (Kenema, 1 de septiembre de 1984) es un futbolista sierraleonés que juega de delantero en el F. C. Cincinnati de la Major League Soccer.

## Trayectoria
Fue elegido por el Columbus Crew en el SuperDraft de la MLS 2006. En la temporada 2008, fue traspasado a los San José Earthquakes a cambio de Brian Carroll. El 24 de julio de 2008 fue traspasado a Houston Dynamo. El 30 de septiembre de 2008 anotó dos goles con Houston Dynamo contra el club mexicano Pumas de la UNAM en la Liga de Campeones de la CONCACAF.
El 15 de septiembre de 2009 fue traspasado al Kansas City Wizards, actualmente Sporting Kansas City, donde disputó 33 partidos y marcó 11 goles en la pasada edición de la MLS.
En febrero de 2013 fue cedido a las filas del Norwich City hasta el final de temporada, jugando 11 partidos con el equipo inglés. El 4 de mayo de 2013 el Norwich dio por finalizada la cesión del jugador, reintegrándose a la disciplina del equipo de Kansas.
Más tarde fichó por el club en el que debutó en la MLS, Columbus Crew. Se convirtió en la estrella del equipo y en uno de los mejores delanteros de la liga.
En 2016 se unió a la disciplina del New England Revolution. El 10 de diciembre de 2017 fue traspasado al Vancouver Whitecaps FC.

## Selección nacional
Ha sido internacional con la selección de Sierra Leona en 42 ocasiones anotando 7 goles.

## Clubes
| Club                      | País           | Año       |
| ------------------------- | -------------- | --------- |
| Orange County Blue Star   | Estados Unidos | 2004-2005 |
| Columbus Crew             | Estados Unidos | 2006-2007 |
| San Jose Earthquakes      | Estados Unidos | 2008      |
| Houston Dynamo            | Estados Unidos | 2008-2009 |
| Sporting Kansas City      | Estados Unidos | 2009-2013 |
| Norwich City F. C.        | Inglaterra     | 2013      |
| Middlesbrough F. C.       | Inglaterra     | 2013-2014 |
| Columbus Crew             | Estados Unidos | 2014-2016 |
| New England Revolution    | Estados Unidos | 2016-2017 |
| Vancouver Whitecaps F. C. | Canadá         | 2017-2018 |
| Colorado Rapids           | Estados Unidos | 2019-2020 |
| Minnesota United F. C.    | Estados Unidos | 2020      |
| HIFK Helsinki             | Finlandia      | 2021      |
| C. F. Montréal            | Canadá         | 2022-2023 |
| Chicago Fire              | Estados Unidos | 2023      |
| Los Angeles F. C.         | Estados Unidos | 2024      |
| F. C. Cincinnati          | Estados Unidos | 2025-     |

## Palmarés

### Campeonatos nacionales
| Título                   | Club                 | País           | Año  |
| ------------------------ | -------------------- | -------------- | ---- |
| Lamar Hunt U.S. Open Cup | Sporting Kansas City | Estados Unidos | 2012 |
| Conference Cup           | Columbus Crew        | Estados Unidos | 2015 |
| Lamar Hunt U.S. Open Cup | Los Angeles F. C.    | Estados Unidos | 2024 |